# 걸프렌즈 (음악 그룹)
걸프렌즈는 대한민국의 여성 2인조 음악 그룹으로, 룰라와 디바의 채리나와 쿨의 유리가 결성한 프로젝트그룹이다. 걸프렌즈는 언제든 팬 의 편안하고 친근한 친구가 되고자 하는 뜻으로 팀이름을 '걸프렌즈'라 짓게 되었다고 한다. 원래 여성 4인조로 기획했으나 최종 유리와 채리나 2명으로 합의를 보고 여성듀오로 결성하게 되었다.

## 앨범
- 1집 《Another Myself》(2006년 7월 10일)
- 2집 《Addict 2 Times》(2007년 8월 17일)

## 수상
- 2006년 제4회 한국패션월드어워드 - 가수 부문 베스트드레서